# Tropidia emeishanica
Tropidia emeishanica är en orkidéart som beskrevs av Kai Yung Lang. Tropidia emeishanica ingår i släktet Tropidia och familjen orkidéer. Inga underarter finns listade i Catalogue of Life.